# 苏珊·奥赫
苏珊·奥赫（英語：Susan Auch，1966年3月1日—），加拿大女子短道速滑、速度滑冰运动员。她曾代表加拿大参加1988年、1992年、1994年、1998年和2002年冬季奥林匹克运动会，获得二枚银牌和一枚铜牌。